# Diventerai una star
Diventerai una star è il secondo singolo del gruppo milanese Finley, pubblicato il 5 maggio 2006. Il brano, scritto dal gruppo e prodotto da Claudio Cecchetto, viene pubblicato a distanza di quasi un anno dal precedente Tutto è possibile, e diventa un tormentone estivo, spinto anche dal fatto di essere stato utilizzato in uno spot televisivo.
Nonostante ciò il singolo riesce a raggiungere soltanto la soglia della quindicesima posizione nella classifica dei singoli più venduti in Italia, nella settimana di uscita del disco.
Il brano è stato estratto dal disco d'esordio dei Finley Tutto è possibile, uscito nel marzo dello stesso anno.

## Tracce
1. Diventerai una star
2. Ray of light (Live)
3. Grief (Live)
4. Tutto è possibile (Live)
5. Run Away (Strumentale)

## Formazione
- Marco "Pedro" Pedretti - voce
- Carmine "Ka" Ruggiero - chitarra, voce
- Stefano "Ste" Mantegazza - basso, voce
- Danilo "Dani" Calvio - batteria, voce

## Classifiche
| Paese  | Posizione raggiunta |
| ------ | ------------------- |
| Italia | 15                  |